# Franz Wachter (Archivar)
Franz Wachter (* 21. März 1853 in Ludwigslust; † 30. März 1923 in Aurich) war ein deutscher Historiker und Archivar.

## Leben
Wachter studierte, nachdem er am Parchimer Friedrich-Franz Gymnasium Ostern 1874 die Abiturprüfung bestanden hatte, in Rostock und Halle Geographie und Geschichte. Nach seiner Promotion zum Dr. phil. im Jahre 1879 trat er in den preußischen Archivdienst ein und war zunächst in Breslau als Archivar tätig, dort heiratete er auch. Vorübergehend arbeitete er in Düsseldorf, konnte sich aber dort nicht recht einleben und kehrte zunächst nach Breslau zurück. 1897 wurde ihm eine Stelle als erster leitender Archivar im preußischen Staatsarchiv Aurich angeboten, die er annahm und bis 1921 ausfüllte. In dem Neubau war er mit drei Mitarbeitern und gelegentlichen Aushilfen tätig, die staatlichen Archivbestände wurden zu seiner Zeit auch durch nennenswerte private Deposita der Ostfriesischen Landschaft und der Familie zu Inn- und Knyphausen ergänzt.
Wachter verfasste auch Artikel für die Allgemeine Deutsche Biographie.

## Werke
- Der Einfluss der nationalen und klerikalen Stellung Gisleberts von Mons auf seine Geschichtschreibung. Halle 1879
- Ostfriesland unter dem Einfluss der Nachbarländer. Aurich 1904
- Das Erbe der Cirksena. Ein Stück ostfriesischer Geschichte und des Kampfes um die Vorherrschaft in Norddeutschland. Aurich 1921
- Briefwechsel des Ubbo Emmius. Aurich 1911 und Den Haag 1923
- Scriptores rerum Silesiacarum
  - Band 6: Geschichtsquellen der Hussitenkriege. Breslau 1883, sbc.org.pl
  - Band 12: Geschichtschreiber Schlesiens des XV. Jahrhunderts. Breslau 1883
  - Band 16: Akten des Kriegsgerichts von 1758 wegen der Kapitulation von Breslau am 24. Nov. 1757. Breslau 1895
- Die Geschichtschreiber der deutschen Vorzeit (als Übersetzer):
  - Band 72/13. Jh. Bd. 4: Die Chronik des Albert von Stade. Leipzig 1896, eingeschränkte Vorschau in der Google-Buchsuche-USA

## Einzelnachweis
1. ↑  Siehe dazu den Eintrag der Immatrikulation von Franz Wachter im Rostocker Matrikelportal

## Sekundärliteratur
- Walter Deeters: Wachter, Franz. In: Biographisches Lexikon für Ostfriesland. Ostfriesische Landschaft, Aurich 1993, auf ostfriesischelandschaft.de
- Günther Möhlmann: Franz Wachter 1853–1923. In: Otto Heinrich May (Hrsg.): Niedersächsische Lebensbilder. Bd. 3. Lax, Hildesheim 1957, S. 328–340.
- Zum 350jährigen Jubiläum des Großherzoglichen Friedrich-Franz-Gymnasiums zu Parchim. Parchim 1915, S. 13.